# Кадсура японская
Кадсура японская (лат. Kadsura japonica) — вид цветковых растений, входит в род Кадсура (Kadsura) семейства Лимонниковые (Schisandraceae).
Издревле культивируется в качестве вьющегося декоративного растения в Японии.

## Распространение и экология
В природе ареал вида охватывает Японию (острова Кюсю, Рюкю, Сикоку, Хонсю) и южные районы Кореи.

## Биологическое описание
Вечнозелёная лиана с короткими прямыми, сначала светлыми красновато-зелёными, затем бурыми побегами.
Листья эллиптические или обратнояйцевидные, длиной 3—10 см, шириной 1,2—1,5 см, к обоим концам постепенно суженные, серповидно изогнутые, цельнокрайные или редко крупно-зубчатые, голые, мясистые, сверху тёмно-зелёные, блестящие, снизу тусклые, светлые. Держатся 1 или 2 года.
Цветки одногодичных побегов одиночные, повислые, обоеполые или однополые; околоцветник из 3 (2—4) пленчатых плоских наружных долей, опадающих при раскрытии, и 6 (7—8) желтоватых вогнутых обратнояйцевидных внутренних долей. Тычинки и плодолистики многочисленные.
Плод сборный, шаровидный или обратнояйцевидный, состоящий из значительного количества 2—3-семянных красных ягод, расположенных на мясистом, шаровидно разросшемся цветоложе, съедобна и может употребляться в сыром или вареном виде. Семена блестящие, почковидные, длиной около 5 мм.

## Древесина
Древесина, по-видимому, всегда светло окрашенная, рассеянно сосудистая. Годичные кольца заметные. Сосуды с простыми или лестничными перфорациями. Межсосудистая поровость супротивная. Волокна с отчётливо окаймлёнными порами. Древесная паренхима скудная, терминальная. Лучи отчётливо гетерогенные, одно-дву-трёхрядные.
Практического значения не имеет.